# Good Times (canción de Chic)
«Good Times» es una canción de la banda estadounidense de R&B Chic, lanzada en junio de 1979 por Atlantic Records como primer sencillo de su tercer álbum, Risqué (1979).
Lanzado originalmente con "A Warm Summer Night" en el lado B, fue certificado disco de oro en Estados Unidos por la RIAA en 1979.En 2004 fue reeditado con "I Want Your Love" como lado B, siendo esta versión certificada como disco de plata en el Reino Unido.
En Estados Unidos alcanzó el número uno en el Billboard Hot 100 y en la  Billboard Hot Soul Singles. También fue número uno en la RPM Top Disco de Canadá. Llegó a las listas de los 10 más exitosos en Alemania, Nueva Zelanda, Sudáfrica y Reino Unido. 

## Información de la canción
La letra incluye una referencia a "Happy Days Are Here Again" de Milton Ager. También contiene líneas basadas en la letra de "About a Quarter to Nine", que se hizo famosa por Al Jolson. Nile Rodgers ha declarado que estas letras de la era de la Gran Depresión se utilizaron como una forma oculta de comentar las condiciones económicas entonces vigentes en los Estados Unidos.En una entrevista de 2015, Rodgers declaró que "Good Times" se inspiró en parte en la canción de 1974 de Kool & The Gang "Hollywood Swinging".
En 2024, la revista Rolling Stone clasificó a "Good Times" en el puesto número 68 de sus "500 mejores canciones de todos los tiempos".En 1998, DJ Magazine clasificó a "Good Times" en el número 70 en su lista "100 best club tunes ever".Mixmag la incluyó en su lista de "Las mejores líneas de bajo de la música dance" en 2020.

## Posicionamiento en listas
| Lista (1979)                                  | Máxima posición |
| --------------------------------------------- | --------------- |
| Alemania (Offizielle Deutsche Charts)         | 8               |
| Australia (Kent Music Report))                | 48              |
| Bélgica (Flandes) (Ultratop 50)               | 18              |
| Canadá (RPM Top Singles)                      | 2               |
| Canadá (RPM Top Disco Singles)                | 1               |
| Estados Unidos Billboard Hot 100              | 1               |
| Estados Unidos Adult Contemporary (Billboard) | 28              |
| Estados Unidos Hot Soul Singles (Billboard)   | 1               |
| Estados Unidos Dance Club Songs (Billboard)   | 3               |
| Estados Unidos (Cash Box Top 100)             | 1               |
| Irlanda (IRMA)                                | 21              |
| Nueva Zelanda (Recorded Music NZ)             | 8               |
| Países Bajos (Dutch Top 40)                   | 17              |
| Países Bajos (Mega Single Top 100)            | 22              |
| Reino Unido (UK Singles Chart)                | 5               |
| Sudáfrica (Springbok Radio)                   | 8               |
| Suecia (Sverigetopplistan)                    | 16              |

## Personal
Chic
- Nile Rodgers – guitarra, arreglos de cuerdas
- Bernard Edwards – bajo, arreglos de cuerdas
- Robert Sabino – piano acústico
- Raymond Jones – piano eléctrico Fender Rhodes
- Tony Thompson - batería
- Alfa Anderson y Luci Martin - voces

Producción
- Bernard Edwards, Nile Rodgers – producción
- Bob Clearmountain – ingeniero
- Dennis King – masterización

Músicos adicionales
- Harold Wheeler – arreglo de cuerdas
- Andy Schwartz – teclados
- Cheryl Hong - cuerdas
- Fonzi Thornton – coros
- Karen Karlsrude – coros
- Karen Milne – cuerdas
- Michele Cobbs – coros
- Sammy Figueroa – percusión
- Ullanda McCullough – coros
- Valerie Haywood – cuerdas

## Otras versiones y sampleos
- La línea de bajo de "Good Times" fue recreada en el sencillo de 1979 "Rapper's Delight" de Sugarhill Gang, una pista clave en el desarrollo del hip hop. Nile Rodgers y Bernard Edwards amenazaron con emprender acciones legales por los derechos de autor, lo que resultó en un acuerdo y en que se les acreditara como coescritores.[26]  Rodgers dijo que originalmente estaba molesto con la canción, pero más tarde declaró que era "una de sus canciones favoritas de todos los tiempos" y su favorita de todas las pistas que sampleaban la canción.[27] También afirmó que "a pesar de lo innovador e importante que fue 'Good Times', 'Rapper's Delight' fue tanto, si no más".[28]
- John Deacon de Queen usó la línea de bajo de la canción como inspiración para el sencillo de 1980 de la banda "Another One Bites the Dust". Años más tarde, el guitarrista de Queen, Brian May, reconoció la influencia de Chic en la forma de tocar de Deacon, diciendo: "Qué tipo tan increíble es Nile Rodgers. John lo adoraba absolutamente, todos lo hacemos. John fue muy influenciado por él, sin duda".[29]
- Fue versionada por los músicos australianos Disco Montego, Selwyn, Katie Underwood, Peta Morris y Jeremy Gregory en 2002, alcanzando el puesto 52 en la lista ARIA Top 100 Singles de Australia.[30]
- "Good Times" es una de las canciones más sampleadas en la historia de la música, especialmente en el hip-hop. partes de la canción son utilizados por:

"Rapture" - Blondie (1980)
"Try It Out" - Gino Soccio (1981)
"Puttin' on the Ritz" - Taco (1982)
"Wham Rap! (Enjoy What You Do)" - Wham! (1983)
"Hot Hot Hot!!!" - The Cure (1987)
"Just The Two Of Us" - Chubb Rock (1991)
"Around the World" - Daft Punk (1997)
"Good Rhymes" - Da Click (1999)
"Triple Trouble" - Beastie Boys (2004)
"She Wolf" - Shakira (2009)
"Give Life Back to Music" - Daft Punk (2013)